# 後閑信吾
後閑 信吾（ごかん しんご、1983年2月14日 - ）は、日本人バーテンダー、バーオーナー、バーコンサルタント、レストランプロデューサー。神奈川県川崎市出身 。元「Angel's Share」（ニューヨーク）ディレクター。
現在、東京とNYを拠点に世界中でバーのプロデュース、ゲストバーテンダー、コンペティションの審査員を務める。また、SG Groupファウンダーとして、SG Management LLC（NY）、株式会社SGマネジメント（東京）、株式会社ファイブセンシス（東京）、上海后感公司（上海）の運営役員を務め、「Speak Low」「Sober Company」「The Odd Couple」（以上上海）および「The SG Club」（東京）等の運営に携わる。リカーやグラスウェア等のプロダクト開発も行っている。
「バカルディ・レガシー・カクテルコンペティション2012」世界大会優勝。
2017年、Tales of the Cocktail「International Bartender of the Year 2017」を受賞。
ASIA'S 50 BEST BARS 2019において「ALTOS BARTENDERS' BARTENDER」を受賞。同2021においては「Roku Industry Icon Award」を受賞。

## 来歴
2001年、バーテンダーとしてキャリアをスタート。地元のレストランバーでバーテンダーの基礎知識を身に着け、その後川崎市のバー「potluck」にて本格的な酒類に関する勉強とカクテル作りにのめりこむ（同店には約3年間従事）。日頃から後閑の実力を認めていた同店の常連客などから米国行きを強く勧められ渡米を決意。
2006年、単身渡米。ニューヨークでの下積みを経て、「Angel's Share」の4代目ヘッドバーテンダーに就任。
2010年、GQが主催する「The 25 Best Cocktail Bars in America」で「Angel's Share」が2位を受賞。
2011年、「Bacardi Legacy Cocktail Competition 2011(バカルディ・レガシー・カクテルコンペティション)」出場。北米ニューヨーク地区大会にて3位。
2012年、「Bacardi Legacy Cocktail Competition 2012(バカルディ・レガシー・カクテルコンペティション)」出場。全米大会にて優勝を経て、世界大会で優勝。
同年8月には、ロンドンのサヴォイ・ホテル内にある「ジ・アメリカン・バー」にて、1889年創業以来初めて（120年の歴史上初めて）となるゲストバーテンダーとして迎えられた。
2013年8月、日本でおこなわれたSUMMER SONIC 2013（サマーソニック）を皮切りに、北京、韓国、タイ、シンガポール、フィリピン、メキシコ、アメリカ、ヨーロッパ各地、日本国内のイベントゲストバーテンダー、カクテルコンペティションのジャッジ等の活動をスタート。40以上の国、延べ100都市にて活動中。
同年10月、「Angel's Share」が「THE WORLD'S 50 BEST BARS」に選ばれる。また、アメリカ版・料理の鉄人『アイアン・シェフ・アメリカ』のカクテルペアリングスペシャルにて、和の鉄人である森本正治とタッグを組み、アメリカ南西部料理の鉄人であるボビー・フレイに勝利する。
2014年6月、禁酒法時代のアメリカで地下営業をおこなっていた「もぐり酒場」を模したSpeakeasy（スピークイージー）スタイルのバー「Speak Low」と、バーツール類を取り扱うバーツールショップ「OCHO」を上海市内に同時オープン。
2015年4月、「Speak Low」のバーマネージャーFaye Chenが「バカルディ・レガシー・カクテルコンペティション 2015」でベスト8となる。後閑は近年、若手バーテンダーの指導にも積極的に関わり、多くのタイトル保持者を生み出している。
- Faye Chen (2015 バカルディ・レガシー・カクテルコンペティション China Champion)[13]
- Janson Chan (2015 Beefeater MIXLDN China Champion)
- 新井和久／Kazuhisa Arai (2016 Jameson Bartenders' Ball Global Champion)[14]
- GN Chan (2016 Bacardi Legacy Global Champion)[15]
- Ben Rojo (2016 Chivas Masters U.S. Champion)
- 鈴木敦／Atsushi Suzuki (2017 Chivas Masters Global Champion)[16]

同年5月、「Speak Low」が、CITY WEEKEND Readers' Choice awards 2015で「BEST NEW BAR Editor’s Pick」「BEST COCKTAILS Editor’s Pick」の2部門を受賞。
同年7月、「Tales of the Cocktail」にて世界のベストバーテンダー10人に選出される。
同年8月、「Speak Low」が、That's Shanghai Food & Drink Awards 2015で「BEST NEW BAR」を受賞。
同年10月、アトランタにオープンした予約制ラウンジ「Himitsu」のクリエイティブディレクターに就任。コンサルタントおよびトレーニングを行う。
2016年4月、ウィリアム・リード・ビジネス・メディアが主催する「ASIA'S 50 BEST BARS 2016」で「Speak Low」が2位を受賞。以後、World's / Asia's 50 Best Barsでは世界最多の50回を受賞している。
同年10月、ウィリアム・リード・ビジネス・メディアが主催する「THE WORLD'S 50 BEST BARS 2016」で「Speak Low」が15位を受賞。
2017年2月、上海市内に「Sober Company」をオープン。
同年6月、「ASIA'S 50 BEST BARS 2017」で「Speak Low」が再び2位を受賞、「Sober Company」が19位に選出される。
同年7月、世界のバー業界のアカデミー賞といわれる「Tales of the Cocktail: The Spirited Awards」で、2017年度の「International Bartender of the Year」を受賞。
同年10月、「THE WORLD'S 50 BEST BARS 2017」で「Speak Low」が10位に選出される。
2018年6月、渋谷に「The SG Club」をオープン。
同年11月、”1983年に想像した2018年のBAR”をコンセプトとして、上海市内に「The Odd Couple」をオープン。
2019年5月、「ASIA'S 50 BEST BARS 2019」で「ALTOS BARTENDERS' BARTENDER」を受賞。
同年7月、Drinks Internationalがバー業界に最も影響を与える100人を選ぶ「Bar World 100」にランクインした。 
2020年2月14日、SG Groupと、高橋酒造株式会社(熊本)、薩摩酒造株式会社(鹿児島)、三和酒類株式会社(大分)の酒造3社が共同企画する焼酎「The SG Shochu」を発売。ラインナップはKOME、IMO、MUGIの3種。焼酎が海外で認知されることを目指し、カクテルに使いやすい商品を開発した。
同年5月、「ASIA'S 50 BEST BARS 2020」で「The SG Club」が9位に選出され、日本国内最高位にランクしたバーを称える賞「The Best Bar in Japan」を贈られた。
同年9月、「Bar World 100」（バー業界で最も影響のある100人）に再びランクインし、アジアトップとなる8位を受賞。
同月、Tales of the CocktailのSpirited Awardsで、「Sober Company」がBest International Restaurant Barを受賞。
同年11月、「THE WORLD’S 50 BEST BARS 2020」で「The SG Club」が10位を受賞。
2021年2月、“カクテル居酒屋”をコンセプトとして、渋谷に「ゑすじ郎 / SG Low」をオープン。
同年5月、「ASIA'S 50 BEST BARS 2021」で「Roku Industry Icon Award」を受賞する。同アワードでは「The SG Club」が3位に選出され、再び「The Best Bar in Japan」を受賞。
同年7月、バー業界で最も影響のある100人「Bar World 100」で世界4位に選出される。
同年10月、「Ăn Đi」オーナーソムリエの大越基裕と「No Code」オーナーシェフの米澤文雄と協業し、ワインカクテルと料理のペアリングを提案するレストランバー「swrl. [wine cocktail & kitchen]」を渋谷にオープン。swrl.（スワァル）という店名は、ワインをテイスティングする際の「スワリング」に由来する造語。
同年12月、「DRiNK Awards 2021」で、アジアのバーシーンで最も活躍した起業家を表彰するEntrepreneurship Awardを受賞。同アワードでは「Sober Company」がHigh Volume Barを受賞。
2022年3月、沖縄・那覇に、“琉球とラテンアメリカの融合”をコンセプトとする「El Lequio」をオープン。店名は、大航海時代に到来したスペイン人とポルトガル人が琉球王国を「レキオ」と呼んでいたことに由来する。
同年4月、「ASIA'S 50 BEST BARS 2022」で「Sober Company」「The SG Club」「Speak Low」が50位以内に同時ランクイン。
同年5月30日（ごみゼロの日）、JAPAN BARISTA CHAMPIONSHIPで2017年、2019年、2023年に優勝した石谷貴之と協業し、渋谷に「æ [zero-waste cafe & bar]」をオープン。æ（ash）のユニフォームは、環境保護活動に取り組むマリエがデザインし、環境に配慮した和紙由来の繊維を使用して製作されている。
同年6月、「Bar World 100」（バー業界で最も影響のある100人）に4年連続でランクインし、5位を受賞。
2023年3月、瑞穂酒造(沖縄)およびOneSpirit（同）と共同開発し、琉球泡盛と沖縄黒糖のリキュール「KOKUTO DE LEQUIO」を発売。
同月、グラスデザイナーの木村祐太郎とともに開発したグラスウェア「SIP AND GUZZLE」の一般発売を開始。
同年6月、渋谷にバーツールショップ「OCHO」をオープン。バーツール等のリテールストアであり、自社プロダクトのショールームでもある。
同月、「Bar World 100」（バー業界で最も影響のある100人）に5年連続で選出された。
同年7月、「ASIA'S 50 BEST BARS 2023」に「The SG Club」（14位）、「El Lequio」（80位）、「The Odd Couple」（87位）が同時入賞。
同年10月、「THE WORLD’S 50 BEST BARS 2023」で「The SG Club」が日本最高位の36位を受賞。
同年11月、JALのカクテルアドバイザーに就任。国際線ファーストクラス、ビジネスクラスで監修カクテルの提供が開始された。

## 出演
2013年　IRON CHEF AMERICA
2023年　日本テレビ系列・Google Pixel presents ANOTHER SKY
2024年　CM・ユニクロ 24 Hours with Roger

## 監修
- JAL First/Business Class 機内[54]
- JAL Firsts Class Lounge Bar
- The Ritz-Carlton Nikko The Bar[57]
- The Ritz-Carlton Fukuoka The Bar
- The Westin Tokyo Sky Bar Escalier[58]
- YONE at SHANGHAI EDITION[59]
- Ce La Vie Dubai[60]
- MORIMOTO Restraunt (NY, Chicago, Bangkok, Dubai)
- MIFUNE New York[61]

## 人物・エピソード
渡米を決意した後閑は、世界で通用する技術を身に付ける必要があると考え、カクテルを作るバーテンダーのホスピタリティと、日本の茶席における「もてなしの心」や、美しい所作に共通項を感じ、石州流茶道の指南を受ける。また、その茶道習得の傍ら、銀座のシェリー酒専門店「シェリーミュージアム」館長・中瀬航也からシェリー酒について本格的に学び、「ベネンシアドール」の資格を取得するためスペインへ渡り、試験に合格（当時、日本人では五人目の認定）。
渡米当初、知人から紹介されたニューヨーク在住の日本人シェフのもとで米国生活をスタートした後閑は、さっそくニューヨークでその当時から有名だったバー「Angel's Share」にバーテンダーの職を求める。
ところが、当時全く英語が話せなかったことを理由に断られ、ニューヨーク市内の日本食レストランでバーテンダーとして約半年間働くこととなる。その間、後閑はそのレストランでヘッドバーテンダーを務め、レストランサービスや米国式の働き方を学んだ。
半年後、当時の「Angel's Share」のマネージャーから偶然直接声がかかり、同店で働くことが許された。その後、同店のバーマネージャーを兼任するヘッドバーテンダーとして、前責任者から立場を引き継ぐこととなった。
後閑が27歳のとき、Bacardiが初めて開催した世界を代表するカクテルコンペ「Bacardi Legacy Cocktail Competition 2011(バカルディ・レガシー・カクテルコンペティション)」へのエントリーインビテーションを正式に受け、北米ニューヨーク地区大会に参加。この第1回への出場では地区大会で敗退。
翌2012年の第2回バカルディ・レガシー・カクテルコンペティションでも、再び正式にバカルディ社から同世界大会へのエントリーインビテーションを受ける。ニューヨーク地区大会代表、合衆国代表と勝ち上がり、世界大会で、抹茶とラムをミックスしたオリジナルカクテル「スピーク・ロウ」で優勝した。
後閑が優勝した「Bacardi Legacy Cocktail Competition 2012(バカルディ・レガシー・カクテルコンペティション)」の出場エントリーは（ニューヨークから出場の場合）、Bacardiのワールドアンバサダーが匿名で店に訪れ、彼らが評価したバーテンダーにのみ帰り際に出場招待状を渡している。
後閑は第1回と、続く第2回の連続出場を果たした。同大会で各地区大会の審査員たちから高い評価を受けたオリジナルカクテル「スピーク・ロウ」は、日本から取り寄せた抹茶をふんだんに使い、茶筅を用いてラムで抹茶を点て、ベネンシアドールの資格を持つ後閑が選び抜いた黒蜜を感じさせる風味豊かなシェリーとシェイクするという、日本の伝統的茶道で仕立てたミクソロジーカクテルである。